# Haslaran
Haslaran ist ein Stadtteil der osttimoresischen Landeshauptstadt Dili im Suco Comoro (Verwaltungsamt Dom Aleixo, Gemeinde Dili). Der Stadtteil liegt in einer Meereshöhe von 64 m.

## Lage
Haslaran liegt inmitten von Fomento, das sich als Stadtteil noch weiter nach Norden und Süden ausdehnt. Haslaran liegt grob in der Aldeia Fomento III und dem Norden der Aldeia Fomento II. Die Nordgrenze bildet die Avenida de Hudi-Laran und im Osten liegt die Rua Hás-Laran. Im Westen liegt das Flussbett des Rio Comoro, der aber nur in der Regenzeit Wasser führt. Die Hinodebrücke verbindet die Rua Tali Laran I am Westufer mit der Avenida de Hudi-Laran.